# 海南尖峰岭国家级自然保护区
海南尖峰岭国家级自然保护区位于中国海南省南部乐东黎族自治县和东方市交界地带。地貌类型以山地为主。气候为热带岛屿季风气候，5-10月为雨季, 11月至次年4月为旱季。植被类型以热带山地雨林为主。最高峰海拔1412米。总面积20170公顷。